# فرودگاه صحرایی پونتا سن فرانسیسکوئیتو
 فرودگاه صحرایی پونتا سن فرانسیسکوئیتو (به انگلیسی: Punta San Francisquito Airfield) یک فرودگاه همگانی با کد یاتا SFQ است که یک باند فرود آسفالت دارد و طول باند آن ۱۲۰۸ متر است. این فرودگاه در کشور مکزیک قرار دارد و در ارتفاع ۱۹ متری از سطح دریا واقع شده است.